# 石原平左衛門
石原 平左衛門（いしはら へいざえもん、前名・悦太郎、1875年〈明治8年〉1月25日 - 没年不明）は、日本の商人（銅鉄商、金物商、鍛冶平）、愛知県多額納税者。族籍は愛知県平民。

## 経歴
愛知県人・先代平左衛門の長男。先々代の平左衛門は鍛冶職を業とし、後に金物商を営み石原家の基礎を為す。1903年、家督を相続し、前名悦太郎を改め襲名する。祖業を承けて「かぢ平」と称し銅鉄金物卸商を営む。

## 人物
愛知県多額納税者であり、貴族院多額納税者議員選挙の互選資格を有する。住所は愛知県名古屋市西区押切町2丁目、東柳町。

## 家族・親族
石原家
- 父・平左衛門[2]
- 弟・栄三郎[10]（1880年 - ?、金物商、愛知県多額納税者）
- 妻・のう（1879年 - ?、愛知、福田卯助の妹）[2][5]
- 長男・平左衛門（1907年 - ?、かぢ平、石原商店鉄部代表社員）[11] - 1931年、家督を相続し、前名誠一郎を改め襲名する[11]。鉄物商を営む[11][注 2]。
- 三男[5]
- 五男[5]
- 二女（1906年 - ?、愛知、水野専之助の二男源次郎の妻）[4]
- 三女[5]
- 四女[5]
- 五女[5]

親戚
- 妻の兄・福田卯助（乾物商）
- 二女の夫の父・水野専之助（愛知県多額納税者、地主、農業）[13]